# 777 Tower
El 777 Tower es un rascacielos situado en Los Ángeles, California, Estados Unidos y construido en 1991. Posee una altura de 221 metros y tiene 53 pisos.
Desarrollado en 1991 por South Figueroa Plaza Associates, el edificio tiene aproximadamente 1 100 000 pies cuadrados (102 192 m²) y un vestíbulo de tres pisos decorado con mármol italiano. El exterior está revestido con metal blanco y vidrio.